# Сконтроне
Сконтроне (итал. Scontrone) је насеље у Италији у округу Л'Аквила, региону Абруцо.
Према процени из 2011. у насељу је живело 212 становника. Насеље се налази на надморској висини од 1036 м.

## Становништво
Према резултатима пописа становништва 2011. у општини је живело 590 становника.
| 1931. | 1936. | 1951. | 1961. | 1971. | 1981. | 1991. | 2001. | 2011. |
| ----- | ----- | ----- | ----- | ----- | ----- | ----- | ----- | ----- |
| 868   | 878   | 811   | 729   | 601   | 547   | 561   | 595   | 590   |

## Партнерски градови
- Кембриџ